# Lý thuyết số giải tích

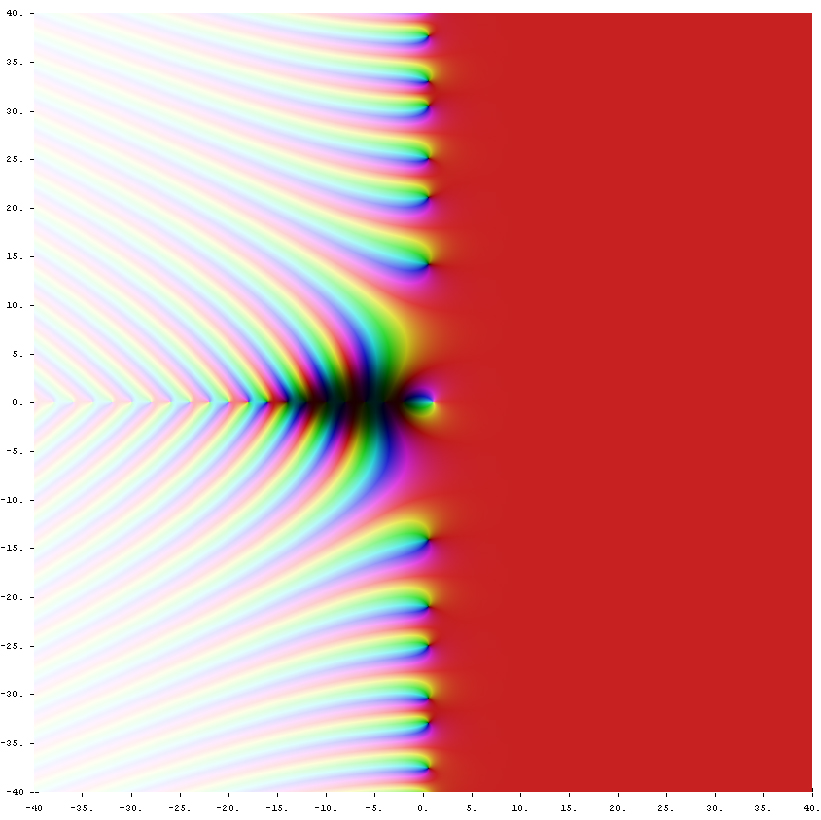
Hàm Riemann zeta ζ (s) trong mặt phẳng phức. Màu sắc của một điểm s nói lên giá trị của ζ (s): màu sắc gần với giá trị biểu thị màu đen gần bằng không, và giá trị hue biểu thị giá trị của tham số.

Trong toán học, lý thuyết số giải tích là một nhánh của lý thuyết số sử dụng các phương pháp từ giải tích toán học để giải các bài toán về các số nguyên. Các nhà nghiên cứu thường cho rằng lý thuyết này đã bắt đầu với việc giới thiệu các hàm Dirichlet L năm 1837 của Peter Gustav Lejeune để đưa ra chứng minh đầu tiên về định lý Dirichlet về cấp số cộng.  Nó được biết đến rộng rãi với kết quả về số nguyên tố (liên quan đến Định lý số nguyên tố và hàm zeta Riemann) và lý thuyết số cộng (như giả thuyết Goldbach và bài toán Waring).

## Các nhánh của lý thuyết số giải tích
Lý thuyết số giải tích có thể được chia thành hai phần chính, được chia nhiều hơn theo loại vấn đề mà họ cố gắng giải quyết hơn là những khác biệt cơ bản trong kỹ thuật.
- Lý thuyết số nhân liên quan đến việc phân phối các số nguyên tố, chẳng hạn như ước tính số lượng các số nguyên tố trong một khoảng giới hạn, và bao gồm định lý số nguyên tố và định lý Dirichlet về các số nguyên tố trong các cấp số cộng.
- Lý thuyết số cộng có liên quan đến cấu trúc cộng của các số nguyên, chẳng hạn như giả thuyết của Goldbach rằng mọi số chẵn lớn hơn 2 là tổng của hai số nguyên tố. Một trong những kết quả chính trong lý thuyết số phụ gia là giải pháp cho bài toán Waring.

## Lịch sử

### Ban đầu
Phần lớn lý thuyết số giải tích được lấy cảm hứng từ định lý số nguyên tố. Đặt π(x) là hàm đếm số nguyên tố cho số lượng các số nguyên tố nhỏ hơn hoặc bằng x, với bất kỳ số thực x nào. Ví dụ: π(10) = 4 vì có bốn số nguyên tố (2, 3, 5 và 7) nhỏ hơn hoặc bằng 10. Định lý số nguyên tố sau đây nói rằng x/ln(x) là một xấp xỉ tốt với π (x), theo nghĩa là giới hạn của thương số giữa hai hàm π(x) và x/ln(x) khi x tiếp cận vô cùng, bằng 1:
{\displaystyle \lim _{x\to \infty }{\frac {\pi (x)}{x/\ln(x)}}=1,}
được gọi là quy luật tiệm cận của việc phân phối các số nguyên tố.
Adrien-Marie Legendre phỏng đoán vào năm 1797 hoặc 1798 rằng π(a) được tính gần đúng bằng hàm a/(A ln (a) + B), trong đó A và B là các hằng số chưa xác định. Trong ấn bản thứ hai của cuốn sách về lý thuyết số (1808), sau đó ông đã đưa ra một phỏng đoán chính xác hơn, với A = 1 và B = −1.08366. Carl Friedrich Gauss đã xem xét cùng một bài toán trên: "Im Jahr 1792 oder 1793", theo hồi ức của chính ông gần sáu mươi năm sau trong một lá thư gửi Encke (1849), ông đã viết trong bảng logarit của mình (lúc đó ông mới 15 hoặc 16) với lưu ý rằng "Primzahlen unter {\displaystyle a(=\infty ){\frac {a}{\ln a}}} ". Nhưng Gauss không bao giờ công bố phỏng đoán này. Vào năm 1838, Peter Gustav Lejeune Dirichlet đã đưa ra hàm gần đúng của riêng mình, tích phân logarit li(x) (dưới dạng hơi khác của một chuỗi, mà sau đó ông đã truyền đạt lại cho Gauss). Cả hai công thức của Legendre và Dirichlet đều ngụ ý sự tương đương tiệm cận được phỏng đoán giống nhau của π(x) và x/ln(x) đã nêu ở trên, mặc dù hóa ra phép tính gần đúng của Dirichlet tốt hơn đáng kể nếu người ta xem xét sự khác biệt thay vì tỷ lệ giữa chúng.

## Sách tham khảo
- Davenport, Harold (2000), Multiplicative number theory, Graduate Texts in Mathematics, 74 (ấn bản thứ 3), New York: Springer-Verlag, ISBN 978-0-387-95097-6, MR 1790423
- Tenenbaum, Gérald (1995), Introduction to Analytic and Probabilistic Number Theory, Cambridge studies in advanced mathematics, 46, Cambridge University Press, ISBN 0-521-41261-7